# جبهة اليسار العريض (بيرو)
الجبهة اليسارية العريضة (بالإسبانية: Frente Amplio de Izquierda) هي تحالف سياسي من الأحزاب والحركات اليسارية في بيرو.

## المشاركون
كانت المنظمات التي شكلت الجبهة هي:
- حركة يسارية جديدة
- الجبهة الشعبية
- الحزب الشيوعي البيروفي
- الحزب الشيوعي البيرو (الوطن الأحمر)
- الجبهة الشعبية للعمال والفلاحين والطلاب
- الحزب الاشتراكي الثوري
- لجنة مالبيكا
- حركة الناس المتحدة
- الحزب القومي لمجتمعات أندينا
- الجبهة الديمقراطية الشعبية

## التاريخ
في البداية، كانت المنظمة تُعرف بالتنسيق الوطني للأحزاب اليسارية والتقدمية. غيرت اسمها في نوفمبر 2005.
في انتخابات عام 2006، قررت الجبهة حجب الدعم عن المرشح الرئاسي لأولانتا هومالا وحزبه القومي البيروفي، ورشحت ألبرتو مورينو، رئيس الحزب الشيوعي في بيرو، كمرشح رئاسي خاص بها. في وقت لاحق، ترك بعض اليساريين، مثل ريكاردو ليتس كولميناريس، الجبهة.
في الانتخابات، حصل مورينو على 0.3٪ من الأصوات، وجاء في المرتبة 12.